# Басе дел Брента (Падова)
Басе дел Брента је насеље у Италији у округу Падова, региону Венето.
Према процени из 2011. у насељу је живело 99 становника. Насеље се налази на надморској висини од 51 м.